# Państwo Alawitów (Syria)

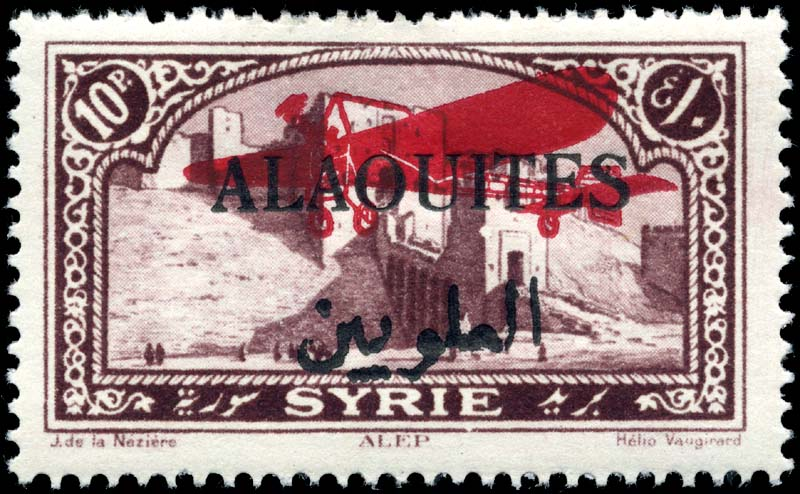
Alawicki znaczek pocztowy

Państwo Alawitów (fr. État des Alaouites, arab. ‏العلويين‎, trb. Dawlat Ǧabal al-‘Alawijjīn) – istniejące w latach 1920–1936 autonomiczne niewielkie państwo na terenie francuskiego mandatu w Syrii, stworzone dla dominującej na jego obszarze grupy religijnej Alawitów.

## Gubernatorzy
- 2 września 1920 – 1921: Marie Joseph Émile Niéger
- 1921 – listopad 1922: Gaston Henri Gustave Billotte
- 17 listopada 1922 – styczeń 1923:  Desclaux
- 1 stycznia 1923 – 16 lipca 1925: Léon Henri Charles Cayla
- 16 lipca 1925 – 5 grudnia 1936: Ernest Marie Hubert Schoeffler[1]

## Ważniejsze daty
- Okupacja francuska – 1918
- Ustanowienie – 2 września 1920
- Wcielenie do francuskiej Syrii – 1 lipca 1922
- Deklaracja ponownego utworzenia – 29 września 1923
- Wprowadzenie nazwy Państwo Alawitów – 1 stycznia 1925
- Zmiana nazwy na Sandżak Latakii – 22 września 1930
- Likwidacja i wcielenie do francuskiej Syrii – 5 grudnia 1936